# Tinariwen
Tinariwen je hudební skupina Tuaregů z pouště Sahara. Většina členů pochází ze severního Mali. Vznikla v roce 1979, ale známou se stala až v osmdesátých letech 20. století, kdy jako jedna z nejvýraznějších tamních skupin opěvovala nové politické a sociální poměry v jižní Sahaře. Skupina se také stala kultovní pro celé generace Tuaregů, kteří žijí v exilu v Alžírsku a Libyi. Tinariwen také byli jedni z prvních, kdo se vezl na módní vlně world music na začátku 21. století. Proto už také vystupovali snad na každém větším hudebním festivalu v Evropě a Spojených státech. V roce 2004 vydali své teprve druhé CD Amassakoul, za které získali mnohá hudební ocenění. V té době byli jednou z nejúspěšnějších afrických hudebních skupin na světě. Jejich texty jsou většinou o bolestech a strastech Tuaregů, životu v exilu, polokočovném životě a kráse života v poušti.